# The Beatles 65
The Beatles 65 (às vezes escrito com a adição de apóstrofo: The Beatles '65) é o quarto álbum de estúdio da discografia brasileira da banda britânica de rock The Beatles. Foi lançado em abril de 1965 pela Odeon Records que, na época, detinha os direitos de publicação do material do grupo no país. A capa trazia uma fotografia da primeira apresentação dos Beatles nos Estados Unidos, em 11 de fevereiro de 1964, na arena Washington Coliseum, em Washington, D.C., embora o disco não fosse uma gravação ao vivo nem trouxesse canções da época do show.
Foi o primeiro lançamento da banda pela gravadora Odeon em estéreo verdadeiro, já que, anteriormente, os discos dos Beatles lançados em "estéreo" no Brasil eram, efetivamente, os fonogramas monofônicos, dobrados, oscilados em suas frequências média e aguda, com acréscimo de reverberação, tentando criar uma ambientação sonora em estéreo (conhecida, em inglês, como fake stereo ou mock stereo(em inglês)). No entanto, sua versão mono também se tratava de um truque. As trilhas em estéreo verdadeiro foram condensadas em um único canal de áudio, produzindo assim, um "mono falso" (em inglês, fake mono).
O álbum ficou conhecido como "Beatles for Sale brasileiro", já que todas as canções foram extraídas do álbum Beatles for Sale, distribuído internacionalmente no final do ano anterior; com exceção de duas faixas que não foram incluídas no lançamento brasileiro: "Baby's in Black" e "Every Little Thing". Em 1975, quando Beatles for Sale foi oficialmente lançado no Brasil, a produção de The Beatles 65 foi descontinuada.

## Lista de faixas
Todas as faixas escritas e compostas por Lennon–McCartney, exceto as indicadas.
Lado um
1. "Rock and Roll Music" (Berry)
2. "Kansas City / Hey-Hey-Hey-Hey!" (Leiber, Stoller/Penniman)
3. "I'm a Loser"
4. "No Reply"
5. "Mr. Moonlight" (Johnson)
6. "I'll Follow the Sun"

Lado dois
1. "Eight Days a Week"
2. "Honey Don't" (Perkins)
3. "What You're Doing"
4. "Everybody's Trying to Be My Baby" (Perkins)
5. "I Don't Want to Spoil the Party"
6. "Words of Love" (Holly)